# Вуд, Альберт Элмер
Альберт Элмер Вуд (англ. Albert Elmer Wood; 22 сентября 1910, Кейп-Мэй Корт Хаус, Нью-Джерси — 11 ноября 2002, там же) — американский палеонтолог позвоночных, который специализировался на таксономии и эволюции позвоночных.  В частности, он был специалистом по ископаемым грызунам.

## Биография
Он родился в семье капитана американского военно-морского флота Альберта Нортона Вуда и его жены доктора Эдит Элмер Вуд, писательницы и специалиста по организации домашнего устройства. 
Вуд получил степень бакалавра в Принстонском университете в 1930 году и степень магистра зоологии в Колумбийском университете в 1932 году, там же он получил докторскую степень по геологии (палеонтологии) в 1935 году. До и во время учёбы он принимал участие в палеонтологических раскопках на западе США. В 1935-1936 он с исследовательскими целями посетил музеи Европы и США. С 1936 года он был геологом в Инженерном корпусе армии США и в армии США во время Второй мировой войны, где, среди прочего, был награжден Пурпурным сердцем. С 1946 году он стал ассистентом, с 1948 году — доцентом, а с 1954 году — профессором биологического факультета Амхерст-колледжа. С 1962 по 1966 год он был там на биологическом факультете. 1967/68 он был президентом Уиллистонской академии в Истхэмптоне в Массачусетсе. В 1972 году он был приглашенным профессором Калифорнийского университета в Беркли.
Его статья 1950 года «Porcupines, Paleogeography, and Parallelism» («Дикобразы, Палеография и Параллелизм») является классическим обсуждением эволюции и исторической биогеографии Дикобразообразных, а также показывает, почему многие исследователи не желали признавать вероятность дрейфа континентов до 1960-х годов.
В 1998 году он получил медаль Ромера-Симпсона Общества палеонтологии позвоночных, президентом которого он был в 1960/61 году и почётным членом которого он стал в 1977 году.
Его старший брат Гораций Элмер Вуд также был палеонтологом позвоночных. 